# Prasophyllum
Prasophyllum là một chi thực vật có hoa trong họ Lan.